# Ferran Sunyer i Balaguer
Pour les articles homonymes, voir Sunyer (homonymie) et Balaguer (homonymie).
Ferran Sunyer i Balaguer, né à Figueras en 1912 et mort à Barcelone le 27 décembre 1967, est un mathématicien espagnol autodidacte qui a travaillé en Catalogne de la fin des années trente jusqu'à sa mort. Sa contribution aux sciences exactes a été très importante et son travail reconnu par les institutions catalanes et espagnoles, lesquelles l'ont récompensé à plusieurs reprises ainsi que la communauté mathématique internationale.

## Biographie
Ferran Sunyer est né avec une grave atrophie du système nerveux qui l'empêchait d'aller à l'école et l'a forcé à toutes sortes d'activités de base et toujours voyager en fauteuil roulant. Ce handicap physique sévère l'a forcé à compter sur sa mère, Angela Balaguer, parce que son père est mort quand il avait deux ans. Plus tard, ses cousins Maria et Maria de Los Angeles Carbona se sont occupés de lui jusqu'à sa mort. Il a voyagé entre Barcelone et Vilajoan (petite ville dans la municipalité de Garrigàs dans l'Alt Empordà).
Autodidacte, Ferran Sunyer a commencé les mathématiques et la physique en lisant les livres de son cousin Ferdinand Carbona, étudiant en génie chimique. Il a fait ses premières études mathématiques à la fin des années 1930, en lisant les notes des comptes rendus de l'Académie des sciences de Paris, rédigées par Jacques Hadamard, alors l'un des mathématiciens les plus renommés au monde. Après la Seconde Guerre mondiale, il est entré en contact pour ses recherches mathématiques avec des mathématiciens célèbres comme Szolem Mandelbrojt, Jean-Pierre Kahane, Wacław Sierpiński, Yves Meyer, Paul Malliavin, Henri Mascart et Angus Macintyre, entre autres.
Un prix en son honneur est décerné chaque année par la fondation Ferran Sunyer i Balaguer.